# Torre del Llor
La Torre del Llor és una antiga torre defensiva del municipi de Sant Boi de Llobregat (Baix Llobregat) declarada bé cultural d'interès nacional.

## Descripció
La torre de planta rectangular, construïda amb paredat d'opus spicatum. Avui resta englobada dins la masia del Llor, que conserva altres parets velles, alguna de les quals podria ser contemporània de la torre.
L'eremitori és tallat artificialment a l'argila compacta, amb instruments de ferro. Actualment resta estranyament aïllat, ja que els camps del seu entorn han estat arrasats per construir-hi un parc de tir. El camí, tallat artificialment a la llicorella, arribava fins fa poc a la masia. S'enfila per la carena en direcció a la vall de Torelles.

## Història
Es tracta d'una fortalesa. Fou documentada el 990. És documentada als dos testaments conservats del bisbe Vives de Barcelona. El bisbe, al seu testament definitiu del 995, deixa l'alou del Llor, amb la seva torre, a la Seu de Barcelona.